# Onychomyrmex hedleyi
Onychomyrmex hedleyi är en myrart som beskrevs av Carlo Emery 1895. Onychomyrmex hedleyi ingår i släktet Onychomyrmex och familjen myror. Inga underarter finns listade i Catalogue of Life.

## Bildgalleri

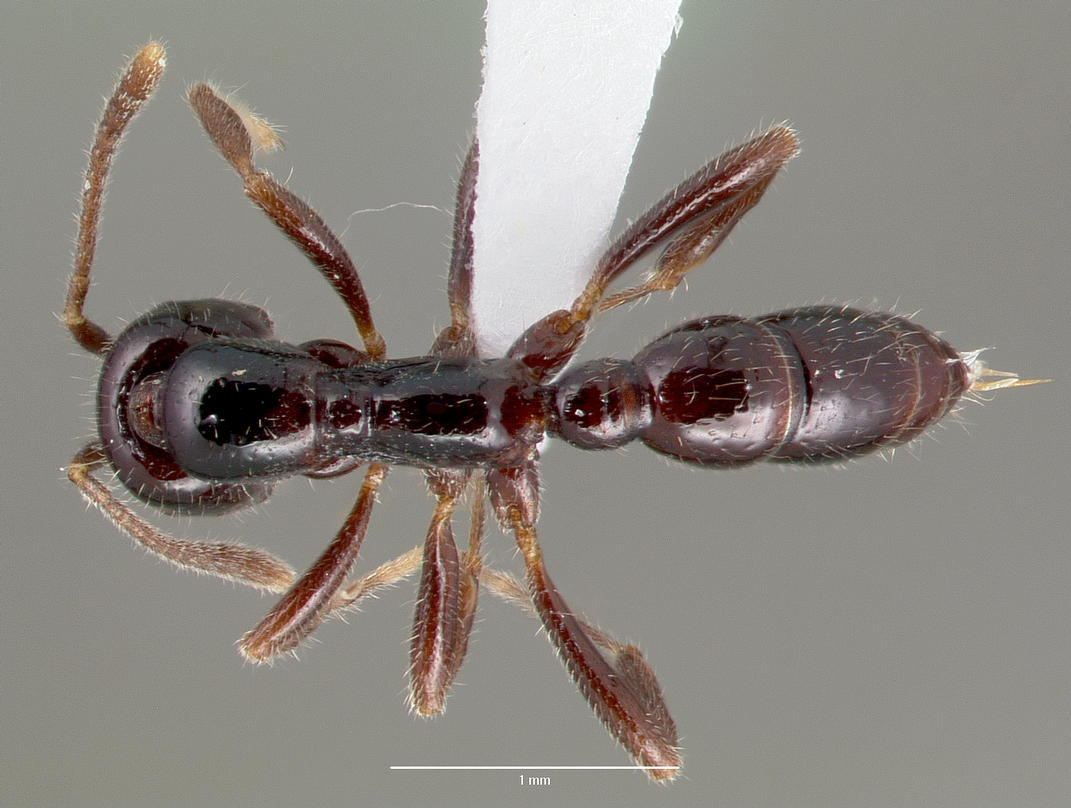
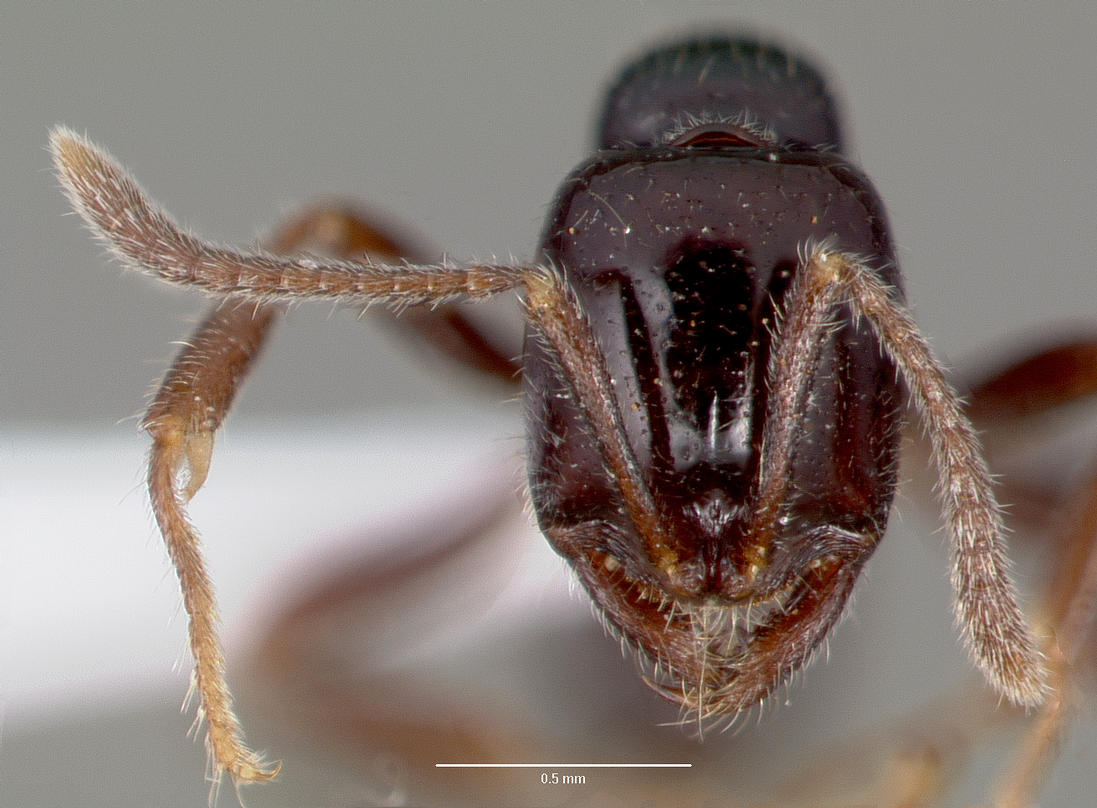
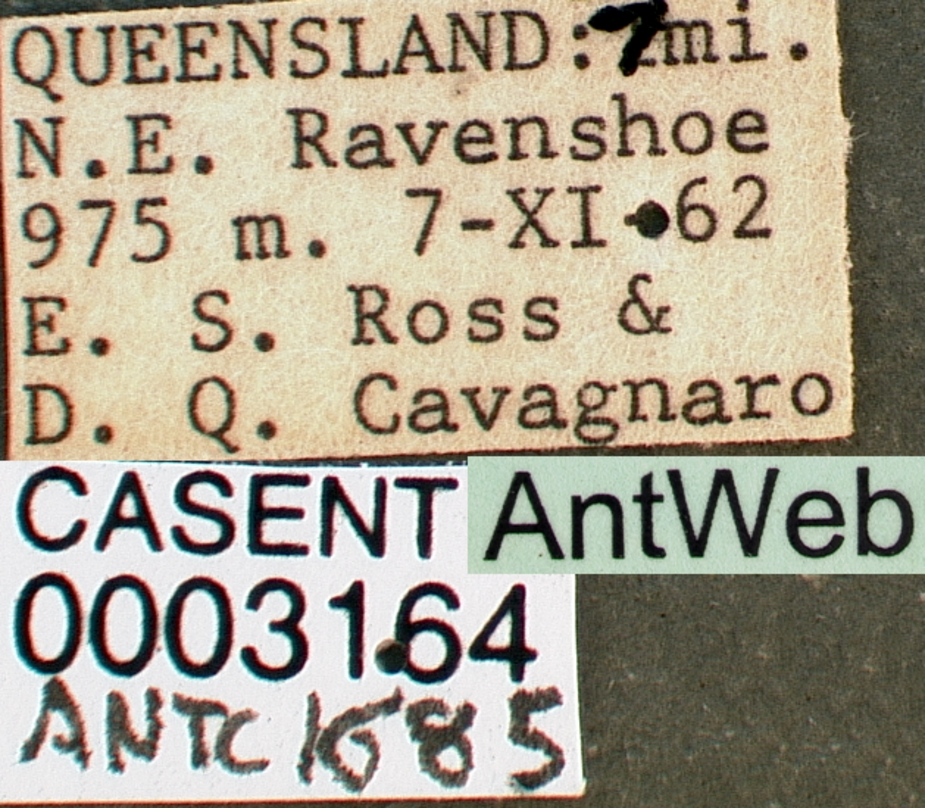
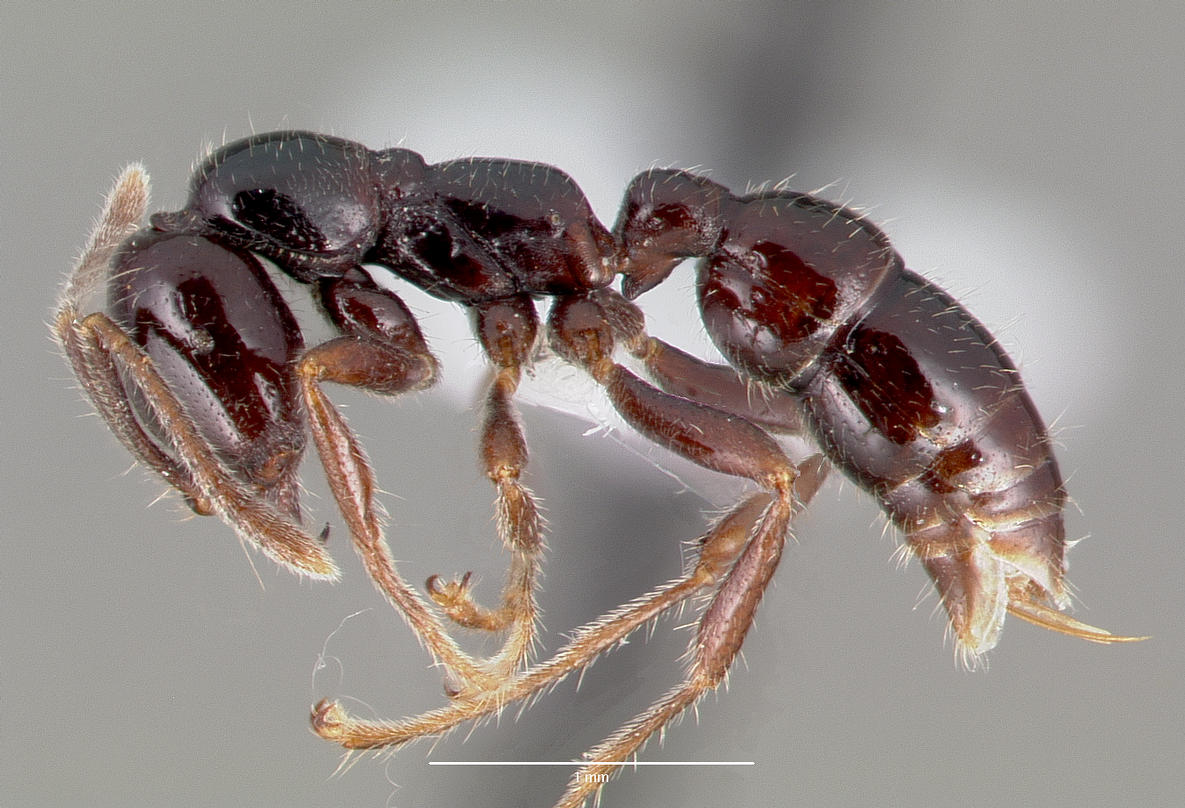
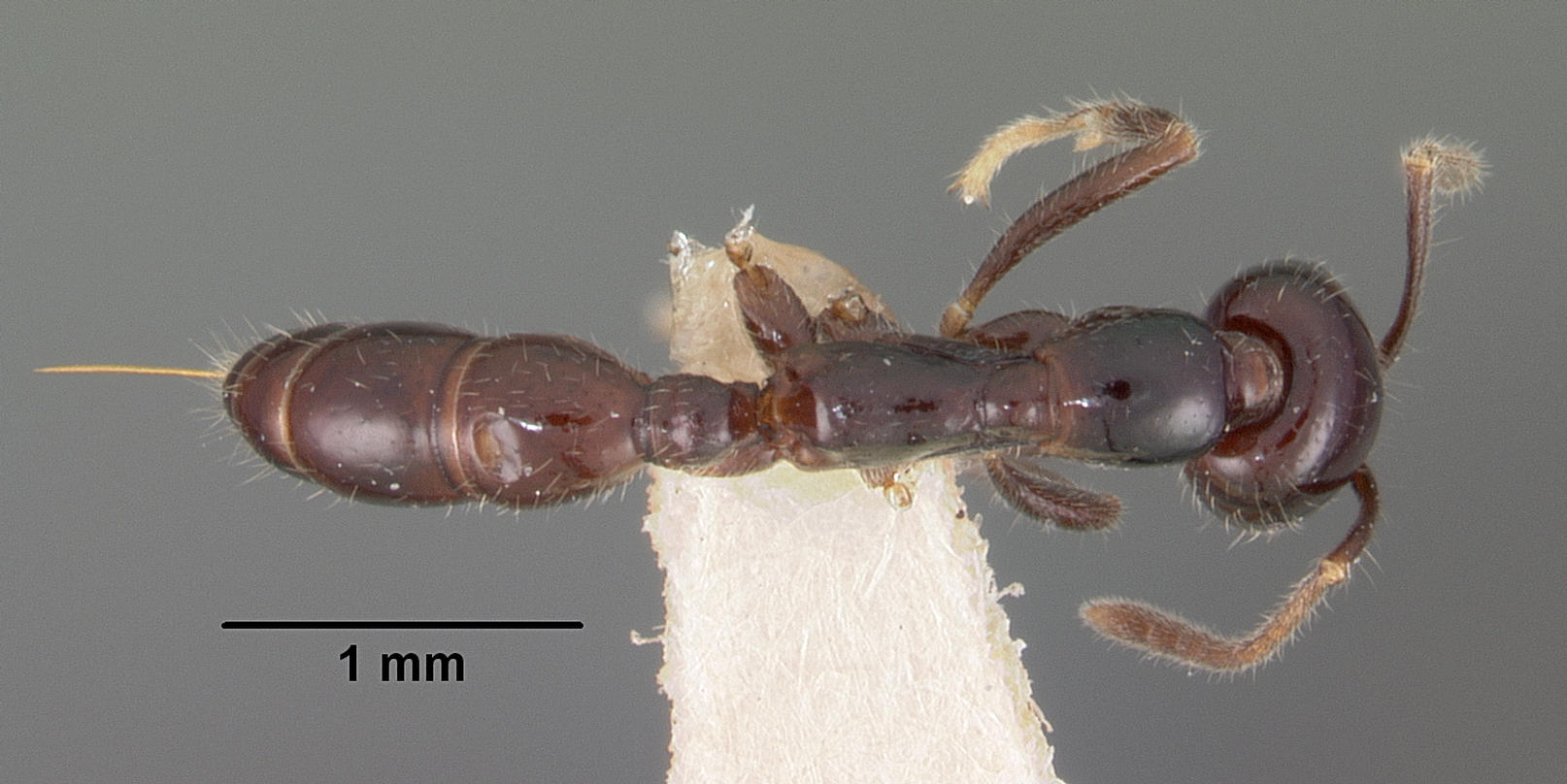
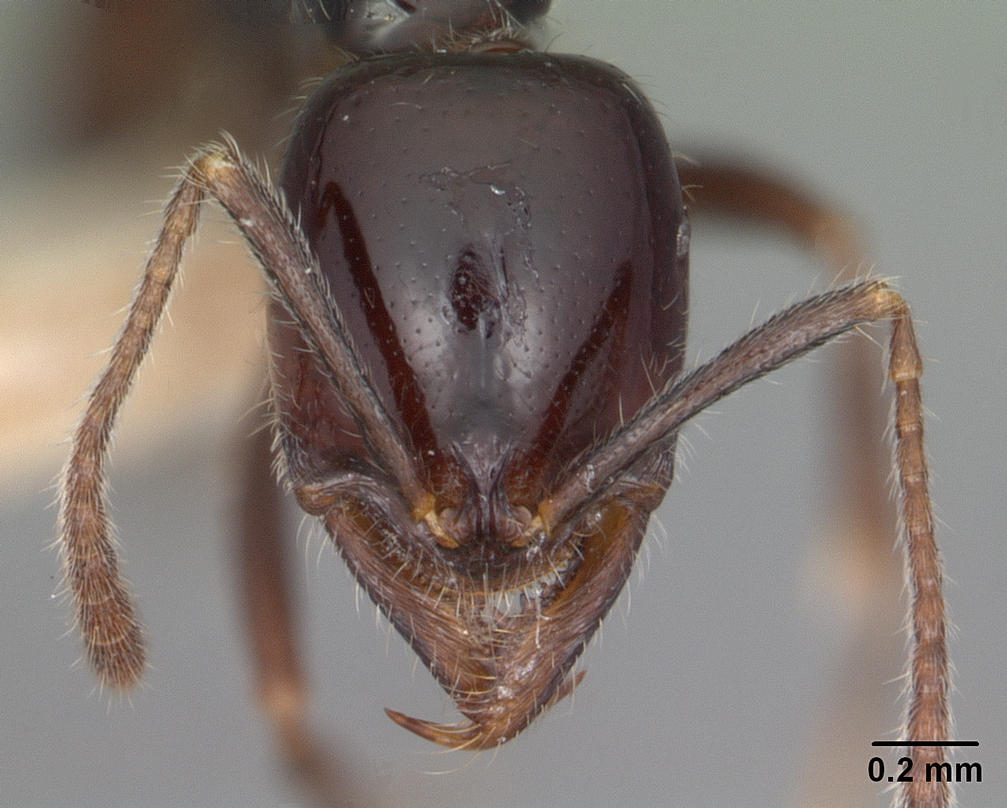